# Kongresové centrum Aldis
Kongresové centrum Aldis je multifunkční budova nacházející se v Hradci Králové na levém břehu řeky Labe nedaleko historického centra města, v místní části Věkoše. Jedná se o kongresové, výstavní a společenské centrum. Bylo otevřeno v roce 1993. Aldis patří k prvním významným stavbám vybudovaným po roce 1989.
Budova kongresového centra byla vyprojektována Janem Zídkou a Václavem Misíkem v letech 1980–1984. K realizaci projektu došlo v letech 1987–1991. Otevření se konalo v roce 1993.
V létě 2013, v roce 20. výročí otevření Aldisu, došlo k rekonstrukci přízemí kongresového centra včetně recepce, během léta 2014 pak byly rekonstruovány i prostory prvního a druhého patra.
V budově se od roku 2020 nachází regionální zpravodajské studio České televize pro východní Čechy.

## Sály
Budova disponuje 15 sály, z nichž největší má rozlohu 1535 m2 a kapacitu 1230 míst / až 1500 osob, což z něj dělá druhý největší sál v České republice. Budova nabízí 5100 m2 výstavních ploch.

### Přízemí
- Eliščin sál – 287 m², denní světlo, kapacita až 200 míst, možnost propojení s Jednacím sálem a Hradeckou restaurací
- Jednací sál – 260 m², bez denního světla, kapacita 200 osob, možnost propojení s Eliščiným sálem a Hradeckou restaurací
- Hradecká restaurace – 112 m², denní světlo, kapacita 80 míst, možnost propojení s Eliščiným sálem a Hradeckou restaurací
- Salonek restaurace – denní světlo, až 50 míst[11]

### 1. patro
- Velký sál – 1 535 m², jeden z největších sálů v Česku a největší v Královéhradeckém kraji. Bez denního světla, taneční parket, jeviště, šatnové zázemí, kapacita až 1500 osob.
- Malý sál – 440 m², bez denního světla, čtvercový půdorys, balkon po celém obvodu, dobrá akustika, kapacita až 500 míst v divadelní úpravě
- Labský sál – 150 m², denní světlo, obdélníkový půdorys, kapacita sálu až 120 osob
- Salonky 1, 2, 3 a 4 – 35 m², uzavřené prostory pro reprezentační účely, kapacita vždy až pro 20 osob
- Výstavní síň – 112 m², prosklená místnost k reprezentačním účelům, kapacita až 80 osob[11]

### 2. patro
- Přednáškový sál – 120 m², bez denního světla, kapacita 120 míst, pevná stupňovitá divadelní struktura s psacími pultíky
- Studio –  67 m², kapacita 45 míst[11]

## Okolí
Nedaleko Aldisu stál od roku 1988 do léta 2019 nedokončený panelový dům, přezdívaný "schody", který měl původně sloužit jako sídlo krajské odborové rady. Delší dobu byl opuštěný, avšak již dlouho existoval plán na jeho přestavbu na kongresový hotel. Realizace stavby hotelu začala v červenci 2019, kdy došlo k demolici původního panelového domu. V roce 2021 byl otevřen čtyřhvězdičkový hotel EA Congress Hotel Aldis s šesti nadzemními podlažími. V šestém patře se nachází hotelový salónek.
V okolí se nachází městské lázně, budova katastrálního úřadu, call centrum T-Mobile a sídlo softwarové firmy Gist. V září 2021 bylo vedle kongresového centra otevřeno regionální sídlo Československé obchodní banky, jehož stavba probíhala od konce roku 2018.

## Galerie

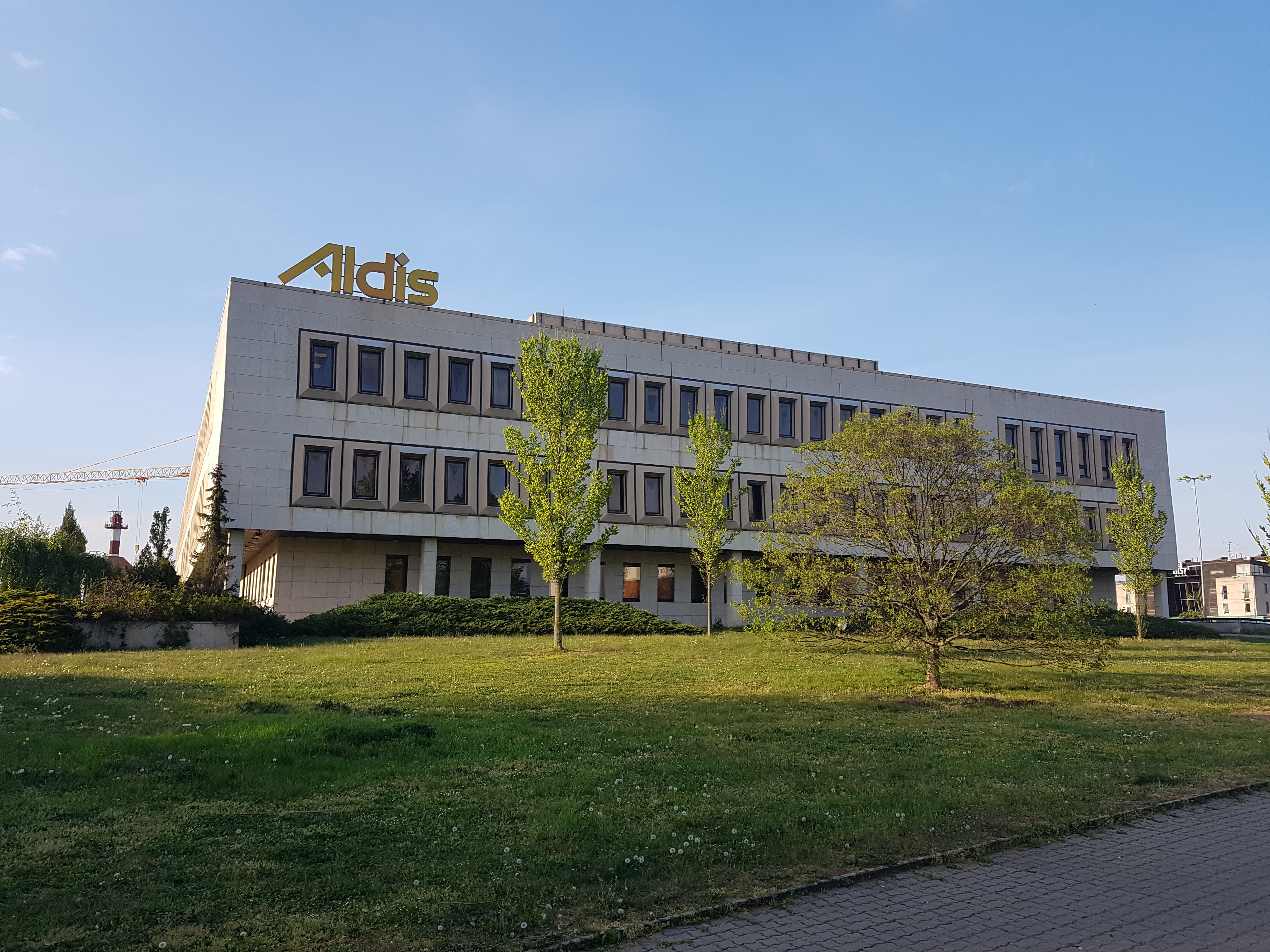
Pohled na Aldis od městských lázní
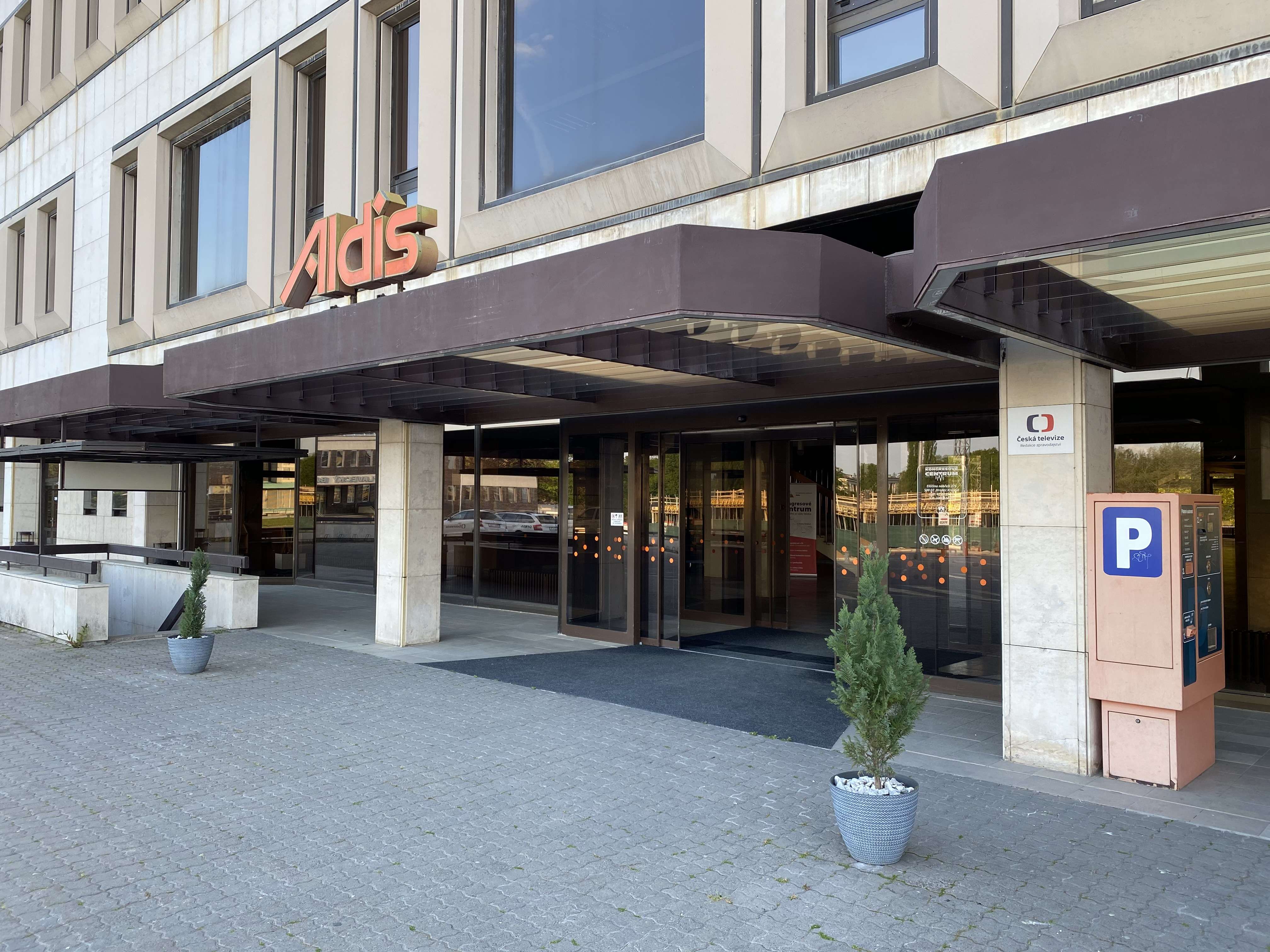
Vstup do kongresového centra Aldis
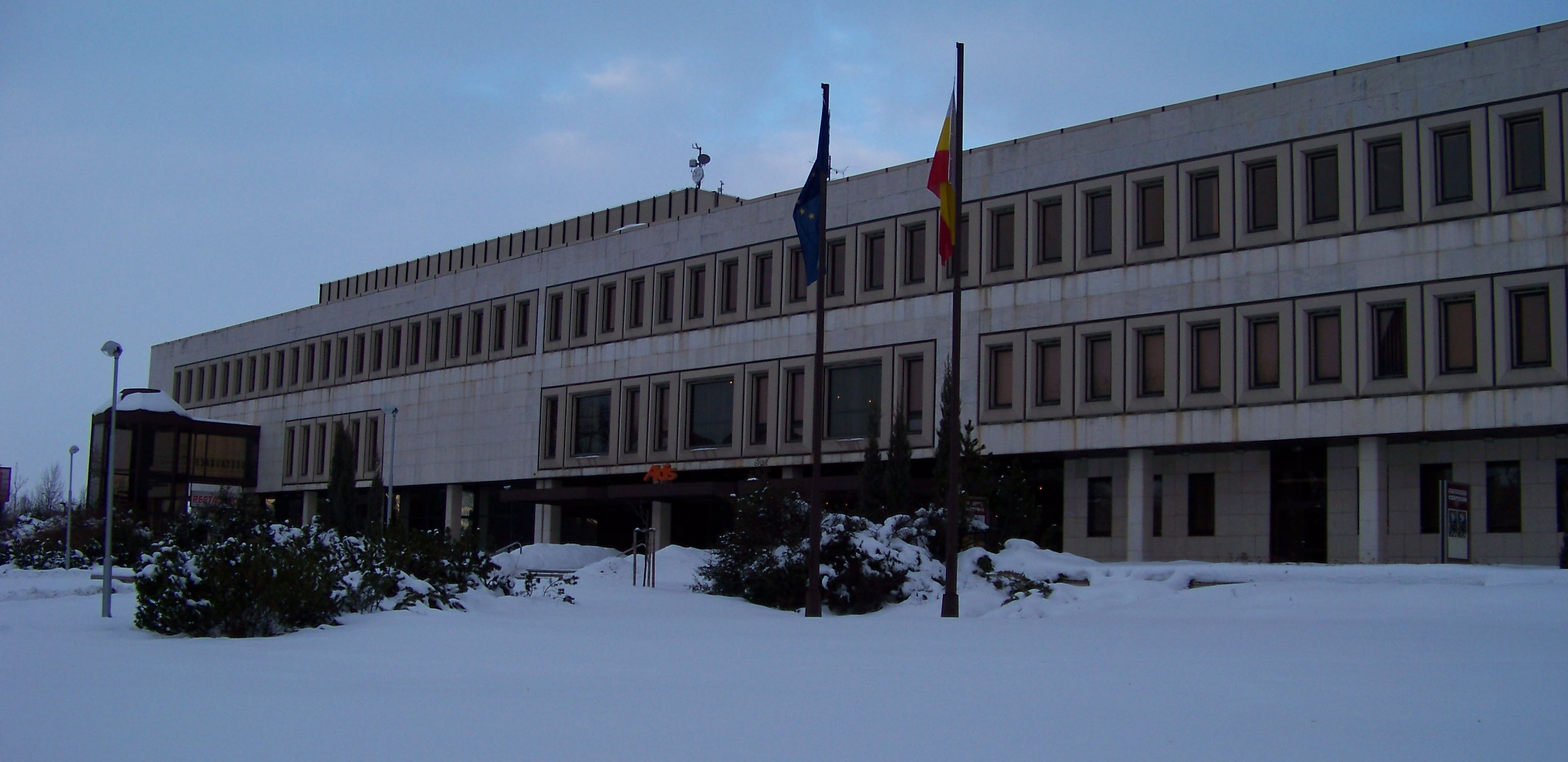
Kongresové centrum Aldis v roce 2010
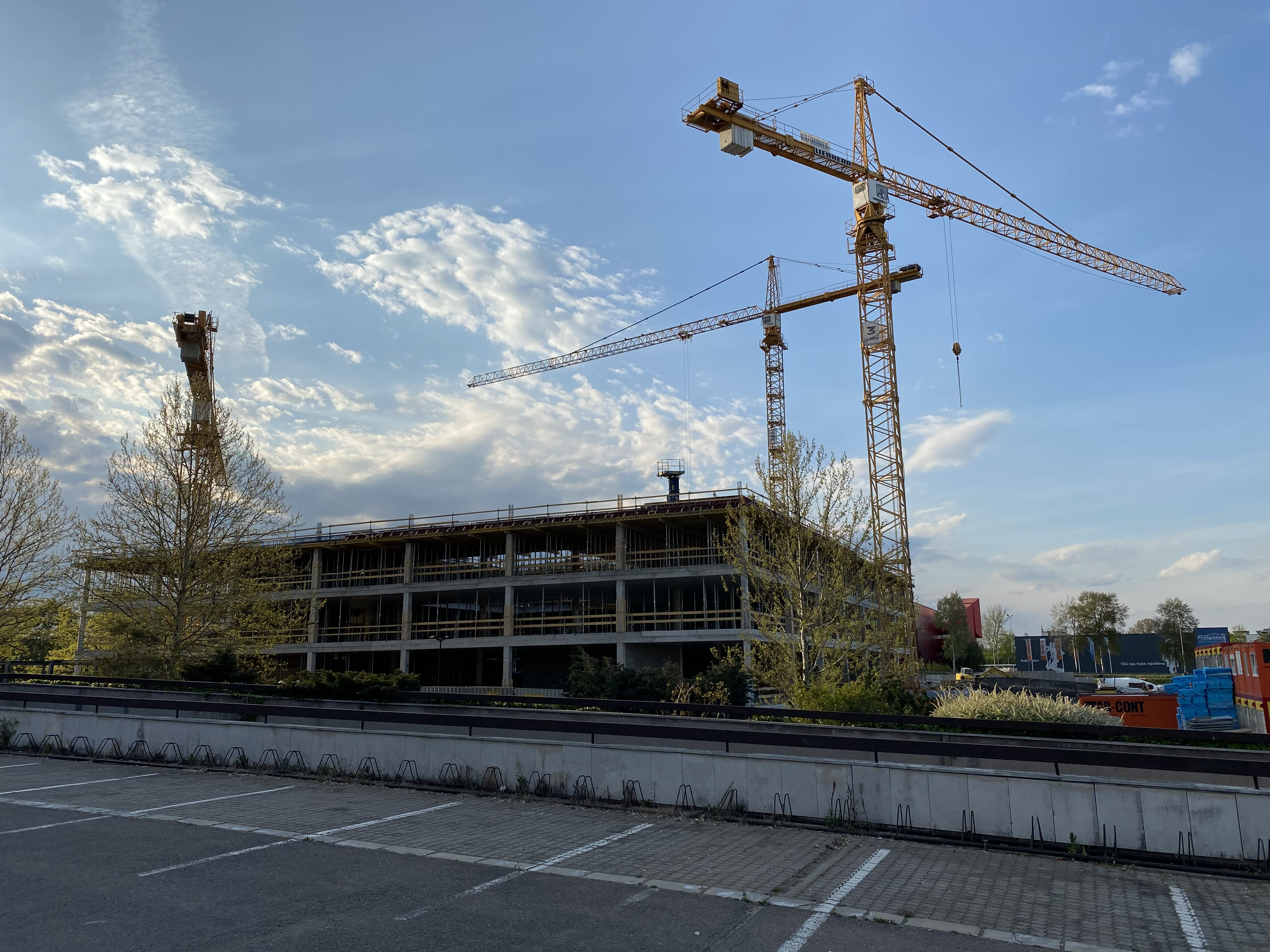
Stavba regionálního sídla ČSOB vedle Aldisu (duben 2020)
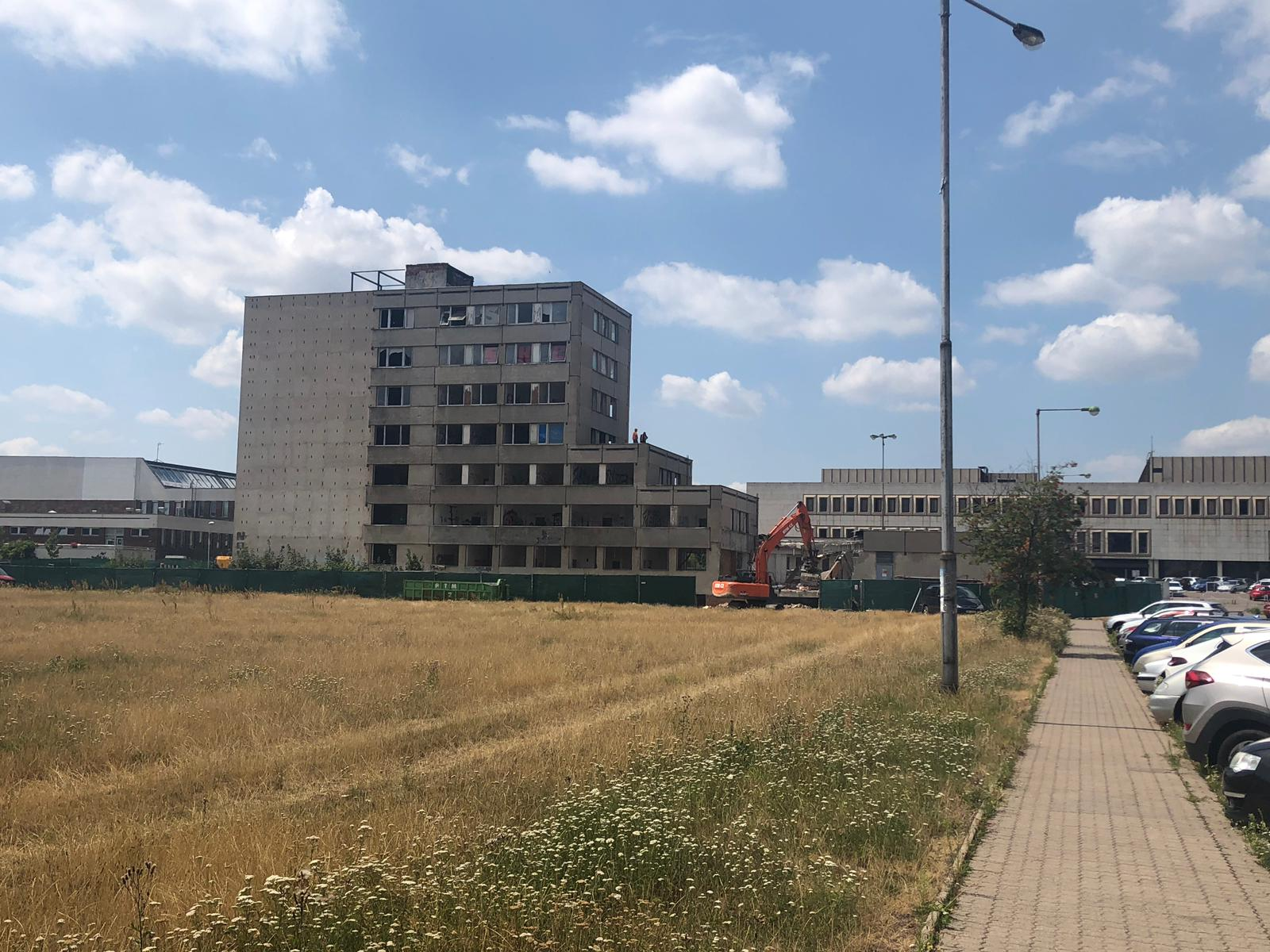
Panelový dům "schody" během demolice
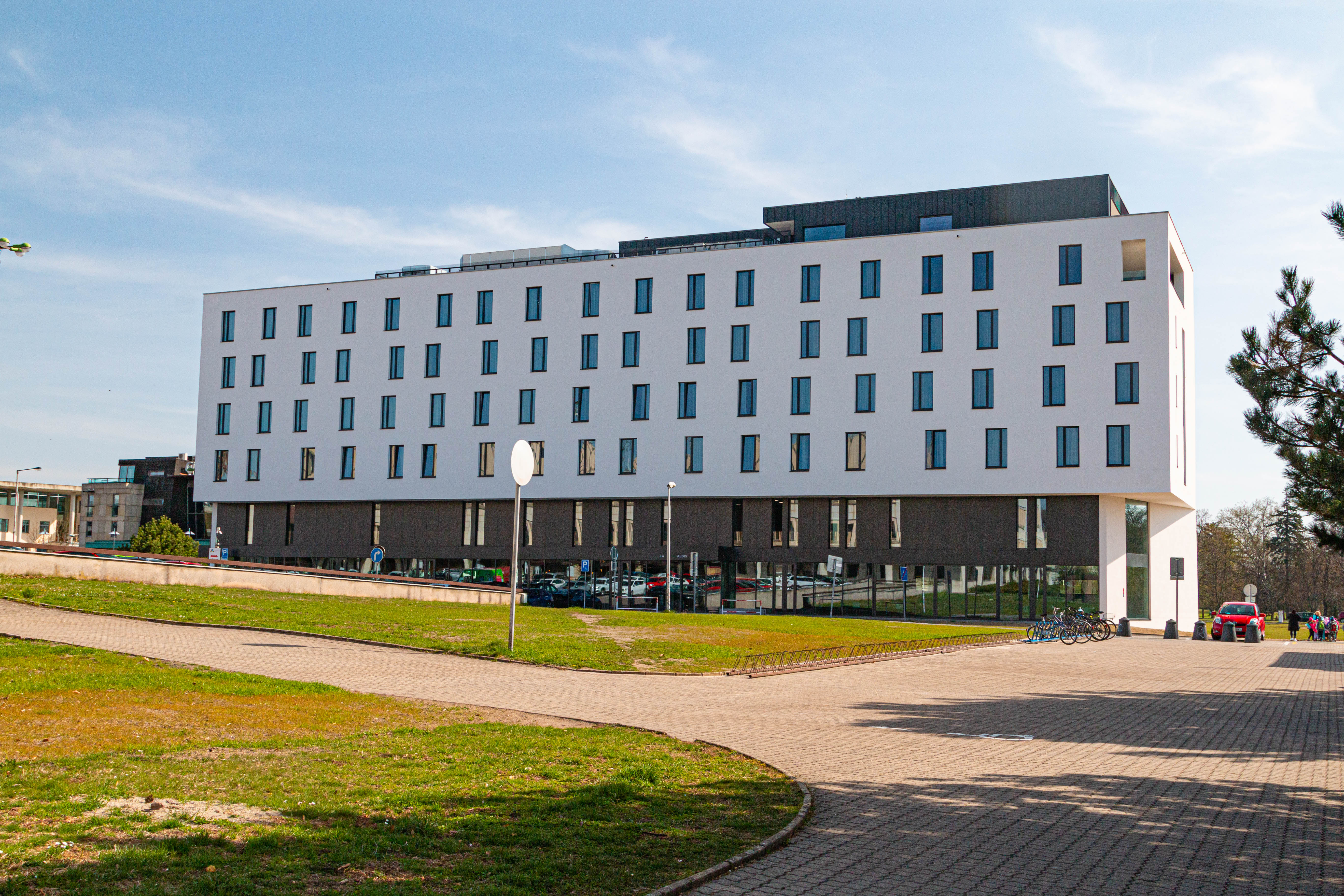
EA Congress Hotel Aldis